# Enmelen
Enmelen (ryska Энмелен) är en ort i den autonoma regionen Tjuktjien i Ryssland. Folkmängden uppgår till cirka 300 invånare.
Enmelen är tjuktjiska och betyder "stenig, klippig". Det finns inga vägar till orten. Befolkningen är en blandning av tjuktjer och jupiker.